# Jan van Woensel
Johannes Theodorus (Jan) van Woensel (Kaatsheuvel, 17 juni 1908 – 14 april 1968) was een Nederlands politicus.
Hij werd geboren als zoon van Johannes Nicolaas Henrie van Woensel (1860-1953) en Cornelia de Jong (1869-1948). Hij ging naar de handelsschool in Waalwijk en werd daarna in 1924 volontair bij de gemeentesecretarie van Loon op Zand (waar zijn geboorteplaats Kaatsheuvel onder valt). Hij bracht hij het daar tot hoofdcommies en afdelingschef. Begin 1952 werd Van Woensel de burgemeester van de gemeente Hoogeloon, Hapert en Casteren. Tijdens zijn burgemeesterschap overleed hij in 1968 op 59-jarige leeftijd.